# Ceriscoides mamillata
Ceriscoides mamillata là một loài thực vật có hoa trong họ Thiến thảo. Loài này được (Craib) Tirveng. mô tả khoa học đầu tiên năm 1978.